# 세키부네
세키부네(일본어: 関船)는 아타케부네보다 작은 중형의 전투함이며 수적으로 다수를 차지하는 주력 전투 함선이다. 이를 관선으로 부르는데, 관선(세끼부네)은 일본의 전국시대(戰國時代)부터 일본을 대표하는 군선(보통 노수가 40개 이상)으로서 요즈음의 순양함과 같은 용도로 사용되었다. 그 대체적인 크기는 배 길이 기준 36~69.5척 정도였는데 임란 당시에는 대략 36척 정도였다. 속도를 빠르게 하기 위해 앞으로 길게 뻗어 있는 선수재가 특징이고, 보통 노는 30~60개 정도로 한 사람 혹은 두 사람이 하나씩 젓는 그다지 큰 배는 아니었다. 임진왜란 당시 왜선들은 대개 조선 군선보다 크기가 작기 때문에 해전에서 참패한 원인이 되었다. 그러나 임진왜란 기간중에 세키부네의 규모가 커져서 조선 조정에서 걱정하는 기록이 실록에 있다.
세키부네는 바다의 관문인 해협을 지키는 배라는 뜻으로, 지방 영주 또는 해적들이 어선이나 상선에게서 통과세를 받거나 노략질하던 속도가 빠른 배에서 유래되었다.
두꺼운 나무기둥 및 판재로 측면이 단단히 방호되는 판옥선과 달리, 일본의 군선은 측면이 반드시 목재로 방호되는 것은 아니어서 신쇼인 모형처럼 대나무 한 겹으로 측면을 가리거나 심지어 그런 것도 없이 천막으로 둘러쳐져 있는 경우도 있다. 판옥선이 메인 데크 위에 추가로 설치된 단단한 상자 안에 격군과 전투원(사부를 제외한 포수)들을 몰아넣어 보호하는 것이 건조 컨셉인 반면, 세키부네의 상부 구조물은 2층 위라는 높은 위치에서 사격 혹은 적선에 건너가기 위한 목적으로 발전했다.

## 같이 보기
- 아타케부네
- 고바야